# Втрати 79-ї окремої десантно-штурмової бригади
У статті наведено подробиці втрат 79-ї окремої десантно-штурмової бригади Збройних сил України.

## Поіменний список
4 серпня 2014 року, поблизу с. Дякове зазнав смертельних поранень солдат Ернест Хортів.
4 вересня 2014 року, при обороні м. Маріуполя загинув молодший сержант Юрій Тарасенко.
5 вересня 2014 року, під час виконання бойового завдання поблизу смт Мирне Волноваського району загинув солдат Максим Філоненко.
24 листопада 2014 року, в районі селища Піски під час обстрілу загинув молодший сержант Віктор Оболєнцев.
6 травня 2015 року, в Військово-медичному клінічному центрі Південного регіону (м. Одеса) помер молодший лейтенант Рябчук Володимир Анатолійович.
| Прізвище, ім'я, по батькові                | Військове звання                                          | Дата загибелі     | Опис |
| ------------------------------------------ | --------------------------------------------------------- | ----------------- | --- |
| Власенко Юрій Олександрович                | солдат                                                    | 3 червня 2014     | Загинув у засідці неподалік Красного Лиману |
| Кеда Дмитро Юрійович                       | солдат                                                    | 4 липня 2014      | Протистояння у Слов'янську |
| Ладиженський Олександр Васильович          | старшина                                                  | 11 липня 2014     | Атака біля Зеленопілля |
| Голота Іван Іванович                       | сержант                                                   | 11 липня 2014     | Атака біля Зеленопілля |
| Новицький Анатолій Олегович                | сержант                                                   | 11 липня 2014     | Атака біля Зеленопілля |
| Крук Олександр Олександрович               | старший солдат                                            | 11 липня 2014     | Атака біля Зеленопілля |
| Платонов Сергій Сергійович                 | старший солдат                                            | 11 липня 2014     | Атака біля Зеленопілля |
| Бойко Віктор Михайлович                    | солдат                                                    | 11 липня 2014     | Атака біля Зеленопілля |
| Волков Олексій Віталійович                 | солдат                                                    | 11 липня 2014     | Атака біля Зеленопілля |
| Гнатуша Володимир Юрійович                 | солдат                                                    | 11 липня 2014     | Атака біля Зеленопілля |
| Плющ Михайло Вікторович                    | солдат                                                    | 11 липня 2014     | Атака біля Зеленопілля |
| Єрошенко Сергій Миколайович                | старший сержант                                           | 13 липня 2014     | Зеленопілля |
| Костюшко Олександр Миколайович             | сержант                                                   | 13 липня 2014     | Поріччя (Краснодонський район) |
| Місько Юрій Михайлович                     | старший сержант                                           | 20 липня 2015     | Загинув від вибуху гранати в селі Портовське Першотравневого району |
| Герович Валерій Володимирович              | солдат                                                    | 3 листопада 2015  | Загинув біля села Красна Поляна Великоновосілківського району Донецької області |
| Чаплій Іван Федорович                      | солдат                                                    | 14 лютого 2016    | Помер від зупинки серця |
| Полуцький Олександр Володимирович          | солдат                                                    | 9 травня 2016     | Помер поранень |
| Гуцаленко Микола Віталійович               | молодший лейтенант                                        | 23 лютого 2017    | Помер від поранень |
| Клочков Сергій Валентинович                | солдат                                                    | 3 березня 2017    | Помер у лікувальному закладі від важких поранень |
| Афанасьєв Олександр Сергійович             | солдат                                                    | 6 березня 2017    | Помер під час несення служби |
| Шпінда Руслан Михайлович                   | старшина                                                  | 10 липня 2017     | Загинув на полігоні «Широкий Лан» |
| Стопчинський Роман Олегович                | солдат                                                    | 23 вересня 2017   | Помер у Миколаєві |
| Кореновський Сергій Васильович             | солдат                                                    | 3 жовтня 2017     | Помер |
| Сенченко Едуард Валерійович                | солдат                                                    | 17 лютого 2018    | Помер |
| Шуригін Микола Олександрович               | солдат                                                    | 25 листопада 2018 | Помер |
| Куроп'ятник Віктор Миколайович             | старший сержант                                           | 13 грудня 2018    | Гнутове |
| Мороз В'ячеслав Михайлович                 | старший солдат                                            | 13 грудня 2018    | Серцевий напад |
| Простяков Владислав Дмитрович              | солдат                                                    | 13 грудня 2018    | Гнутове |
| Кононенко Володимир Володимирович          | сержант                                                   | 3 лютого 2019     | Богданівка, Волноваський район |
| Чибінєєв Роман Вікторович                  | старший солдат                                            | 11 квітня 2019    | Загинув у бою на Приазовському напрямку |
| Гвоздієвський Сергій Володимирович         | солдат                                                    | 30 квітня 2019    | Поранення від вибуху під Павлополем |
| Коваль Володимир Валентинович              | старшина                                                  | 8 травня 2019     | Павлопіль |
| Бордюжа Андрій                             |                                                           | 6 липня 2019      | Помер |
| Чумаченко Євген Олександрович              | солдат                                                    | 13 липня 2020     | Загинув внаслідок обстрілу з гранатометів та стрілецької зброї поблизу с. Славне (Мар'їнський район) |
| Сімонов Василь Васильович                  | капітан                                                   | 25 квітня 2022    | Командир роти. Був ідентифікований лише 13 вересня 2023, до цього вважався зниклим безвісти. |
| Головченко Антон (Позивний «Череп»)        | солдат, розвідник                                         | квітень 2022      | Народився 27 червня 1988 року в Дніпрі. Фанат ФК «Дніпро». Учасник АТО. З початку повномасштабного вторгнення воював на Лиманському напрямку. 29 квітня 2022-го року з військовим зник зв'язок. Три роки вважався зниклим безвісти. 30 травня 2025 року був похований у Дніпрі. |
| Мороз Олег Романович                       | Старший сержант                                           | 10 червня 2022    | Народився 8 червня у місті Миколаєві. Учасник АТО, «кіборг» |
| Болгов Валерій Олегович («Хохол»)          | Старший лейтенант                                         | 10 червня 2022    | Загинув в районі села Богородичне Донецької області. Разом із 8 побратимами потрапив у ворожу засідку |
| Губанов Кирило Борисович                   | лейтенант                                                 | 10 червня 2022    | Десантник-сапер. Загинув на Донеччині |
| Мельник Олександр Анатолійович             | солдат                                                    | 15 липня 2022     | Загинув у с. Богородичне Донецької області |
| Бабич Олексій Олександрович                | солдат                                                    | 31 серпня 2022    | У липні 2022 року пішов добровольцем до ЗСУ. 31 серпня 2022 року не вийшов на зв'язок з рідними та довгий час вважався безвісти зниклим. |
| Денисюк Олександр Юрійович                 | старший солдат, доброволець.                              | 12 вересня 2022   | Загинув під час євакуації, внаслідок мінометного обстрілу поблизу с. Новомихайлівка |
| Ужейко Анатолій Іванович                   | солдат, доброволець.                                      | 16 вересня 2022   | Загинув внаслідок мінометного обстрілу поблизу с. Новомихайлівка |
| Шевцов Євген Валерійович («TRIX»)          | старший солдат                                            | 28 листопада 2022 | Помер у лікарні міста Києва від поранень несумісних із життям, отриманих у танковому бою с. Новомихайлівка Маріїнського р-ну Донецької області |
| Гуменюк Ярослав Володимирович              | солдат                                                    | 29 грудня 2022    | Загинув у районі населеного пункту Мар'їнка Донецької області |
| Тішаков Максим Миколайович                 |                                                           | 2 січня 2023      | Новомихайлівка Донецької області |
| Масюк Андрій Михайлович                    | водій протитанкового відділення взводу вогневої підтримки | 19 січня 2023     | Мар'їнка Донецької області |
| Войтович Роман Володимирович               | Солдат — гранатометник                                    | 05 лютого 2023    | Загинув населеному пункті Новомихайлівка Донецької області |
| Гібадуллін Максим                          | Старший солдат                                            | 2 березня 2023    | Загинув внаслідок ворожого мінометного обстрілу поблизу с. Новомихайлівка |
| Кравець Андрій Володимирович               | Солдат                                                    | 31 березня 2023   | Мар'їнка, Донецька область |
| Лазарев Ігор Миколайович                   | молодший сержант                                          | 26 червня 2023    | Загинув на Донеччині |
| Звонарьов Данило Валерійович               | солдат                                                    | 23 липня 2023     | |
| Якушевич Руслан Олександрович              | старший солдат                                            | 22 вересня 2023   | |
| Шупрович Ігор Ігорович                     | солдат                                                    | 28 вересня 2023   | Поліг у бою під час виконання бойового завдання в районі населеного пункту Новомихайлівка, Донецької області. |
| Притула Максим                             | лейтенант                                                 | 5 жовтня 2023     | Загинув у Донецькій області |
| Ях Роман Богданович                        | солдат                                                    | 23 жовтня 2023    | |
| Якименко Ігор Володимирович                | сержант                                                   | 24 жовтня 2023    | Загинув під час виконання бойового завдання біля населеного пункту Новомихайлівка Донецької області |
| Гребеник Максим Анатолійович               | солдат                                                    | 10 листопада 2023 | |
| Тарас Шкарпа                               | солдат                                                    | 15 січня 2024     | Поранений біля міста Мар'їнка Донецької області. Помер у військовому шпиталі Одеси |
| Мукомела Микола Іванович                   | солдат                                                    | 29 січня 2024     | |
| Дмитрук Святослав                          | солдат                                                    | 5 лютого 2024     | Уродженець села Скобелка Волинської області |
| Літвін Роман («24»)                        | солдат                                                    | 1 березня 2024    | Загинув в селі Новомихайлівка Донецької області в результаті вибуху |
| Максим Самоткан                            |                                                           | 18 липня 2024     | Загинув під селом Парасковіївка, що на Донеччині. |
| Лищук Олександр Володимирович              | солдат                                                    | 9 вересня 2024    | Загинув поблизу н.п. Костянтинівка Покровського р-ну Донецької обл. |
| Шаврін Сергій Сергійович                   | молодший сержант                                          | 5 квітня 2024     | Загинув у Новомихайлівці, Покровський район (Донецька область) |
| Запорожець Владислав Олександрович         | майор                                                     | 30 січня 2025     | Загинув у Донецькій області |
| Хомицький Олег Романович(«Стамбул/Ураган») | лейтенант                                                 | 30 січня 2025     | Курахівський напрям, Донецька область |
| Сергій Ющенко                              | молодший сержант                                          | 12 липня 2025     | помер у медичному закладі Вінницької області. |

1. 10 березня 2022 - Кравчук Євгеній Дмитрович. Загинув біля с. НовоМихайлівка донецької області,осколок в серце.
2. 16 лютого 2023 - Андрій Дмитрів, 36 років. Солдат, стрілець-снайпер 3 десантно-штурмового взводу 2 десантно-штурмової роти 1 десантно-штурмового батальйону. Помер в лікарні в міста Вознесенськ Миколаївської області[44].
3. 25 вересня 2023 - Кочан Олег Васильович, 34 роки. Солдат, стрілець-помічник гранатометника 3 десантно-штурмового відділення 2 десантно-штурмового взводу 1 десантно-штурмової роти 3 десантно-штурмового батальйону. Загинув в районі с. Новомихайлівка Покровського району Донецької області[45].
4. 3 січня 2024 - Куба Василь Тарасович, 31 рік. Солдат, командир відділення. Загинув у бою на Донеччині[46].
5. 6 квітня 2024 - Артем Савченко, 31 рік. Солдат. Загинув поблизу н.п. Мар’їнка на Донеччині[47].
6. 21 жовтня 2024 - Стецький Валерій Андрійович, 39 років. Солдат, водій-електрик відділення безпілотних авіаційних комплексів взводу безпілотних авіаційних комплексів 3-го десантно-штурмового батальйону. Загинув в районі с. Парасковіївка Донецької області[48].
7. 8 серпня 2025 - Мартинюк Дмитро Павлович, Загинув поблизу смт Покровське, Донецької області від ворожого fpv дрона.

## Матеріали
- Втрати 79-ї десантної бригади [Архівовано 29 вересня 2017 у Wayback Machine.] // Книга Пам'яті